# Everly, Seine-et-Marne
Everly är en kommun i departementet Seine-et-Marne i regionen Île-de-France i norra Frankrike. Kommunen ligger i kantonen Bray-sur-Seine som tillhör arrondissementet Provins. År 2022 hade Everly 570 invånare.

## Befolkningsutveckling
Antalet invånare i kommunen Everly
| Referens: INSEE |